# نوردهی
به مقدار نوری که به فیلم یا گیرنده تصویر می‌رسد، نوردهی گفته می‌شود. این مقدار ترکیبی از نور موجود؛ عدد دیافراگم و سرعت شاتر است و متأثر از درجهٔ حساسیت فیلم یا حسگر مورد استفاده است.

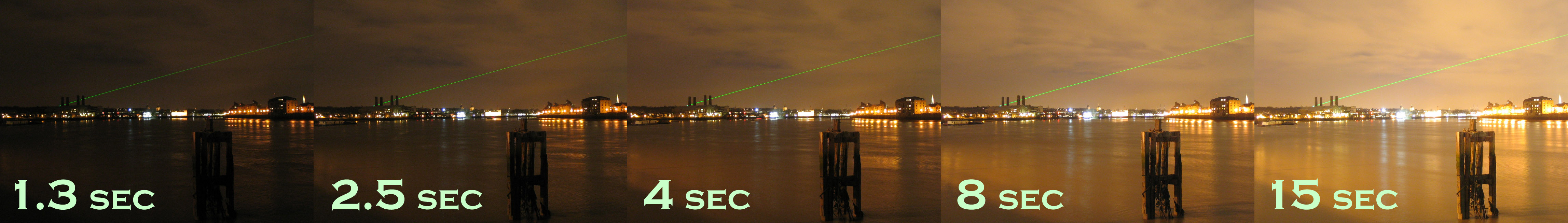
نوردهی‌های متفاوت با تغییر در سرعت شاتر

در عکاسی میزان نوردهی، میزان نور در واحد سطح (میزان روشنایی هواپیما از زمان نوردهی است) که به یک فیلم عکاسی یا حسگر تصویر الکترونیکی می‌رسد، که با سرعت شاتر، دیافراگم لنز و درخشندگی صحنه تعیین می شود. قرار گرفتن در معرض نور در چند ثانیه اندازه‌گیری می‌شود و می‌توان از مقدار قرار گرفتن در معرض (EV) و درخشندگی صحنه در یک منطقه مشخص، محاسبه کرد. 

## نگارخانه

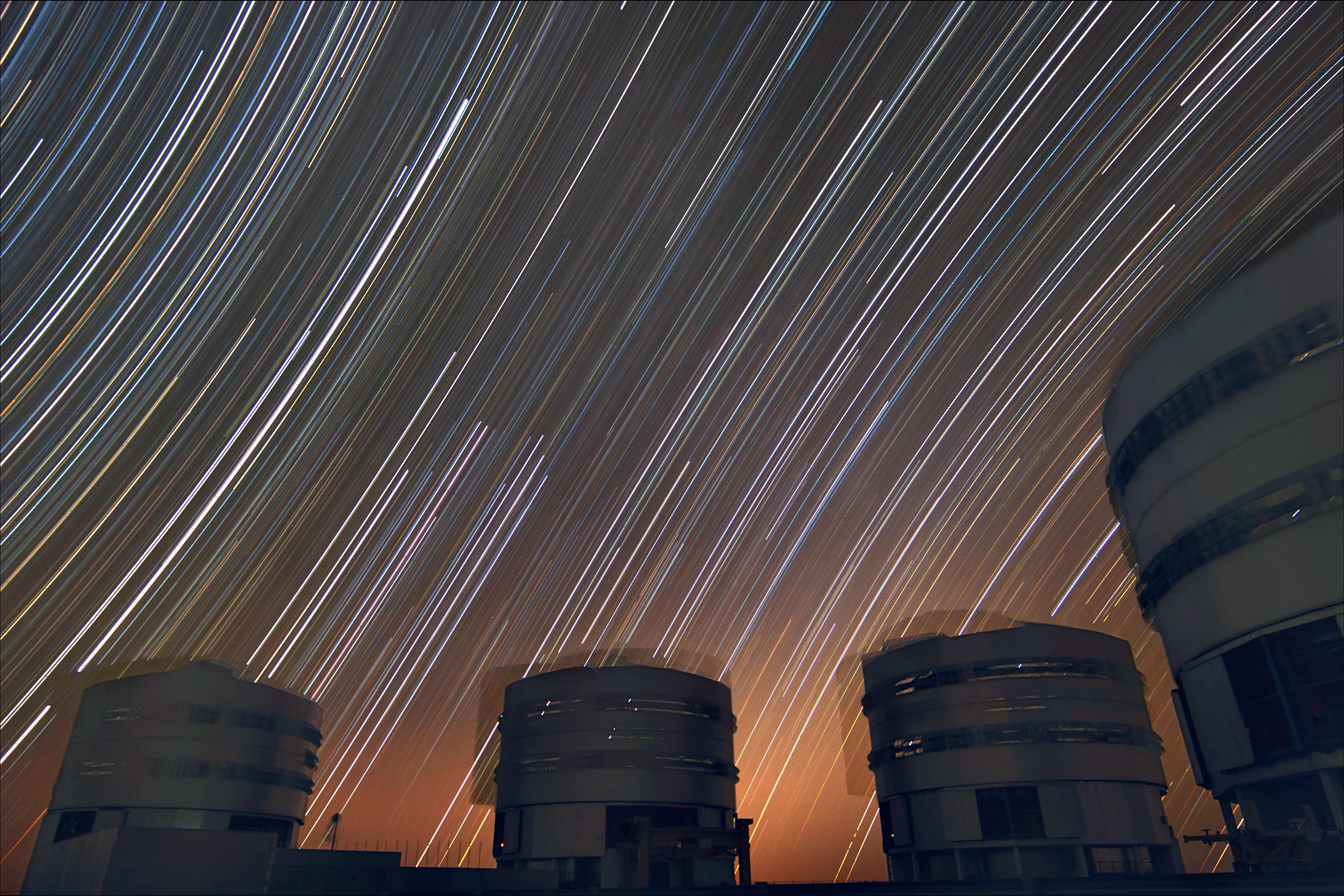
قرار گرفتن در معرض طولانی که مسیرهای ستارگان در اطراف قطبهای آسمانی جنوب و شمال را نشان می‌دهد، از رصدخانه پارانال مشاهده شده‌است. (اعتبار: ESO)
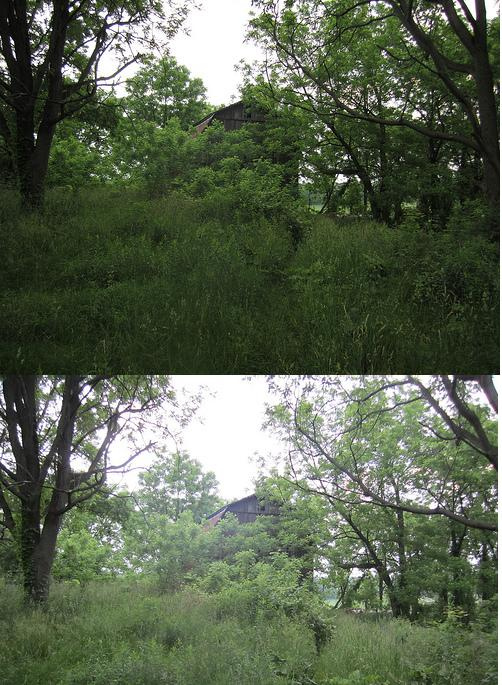
دو تصویر مشابه، یکی در حالت خودکار گرفته شده (در معرض کمبود نور) ، دیگری با تنظیمات دستی.
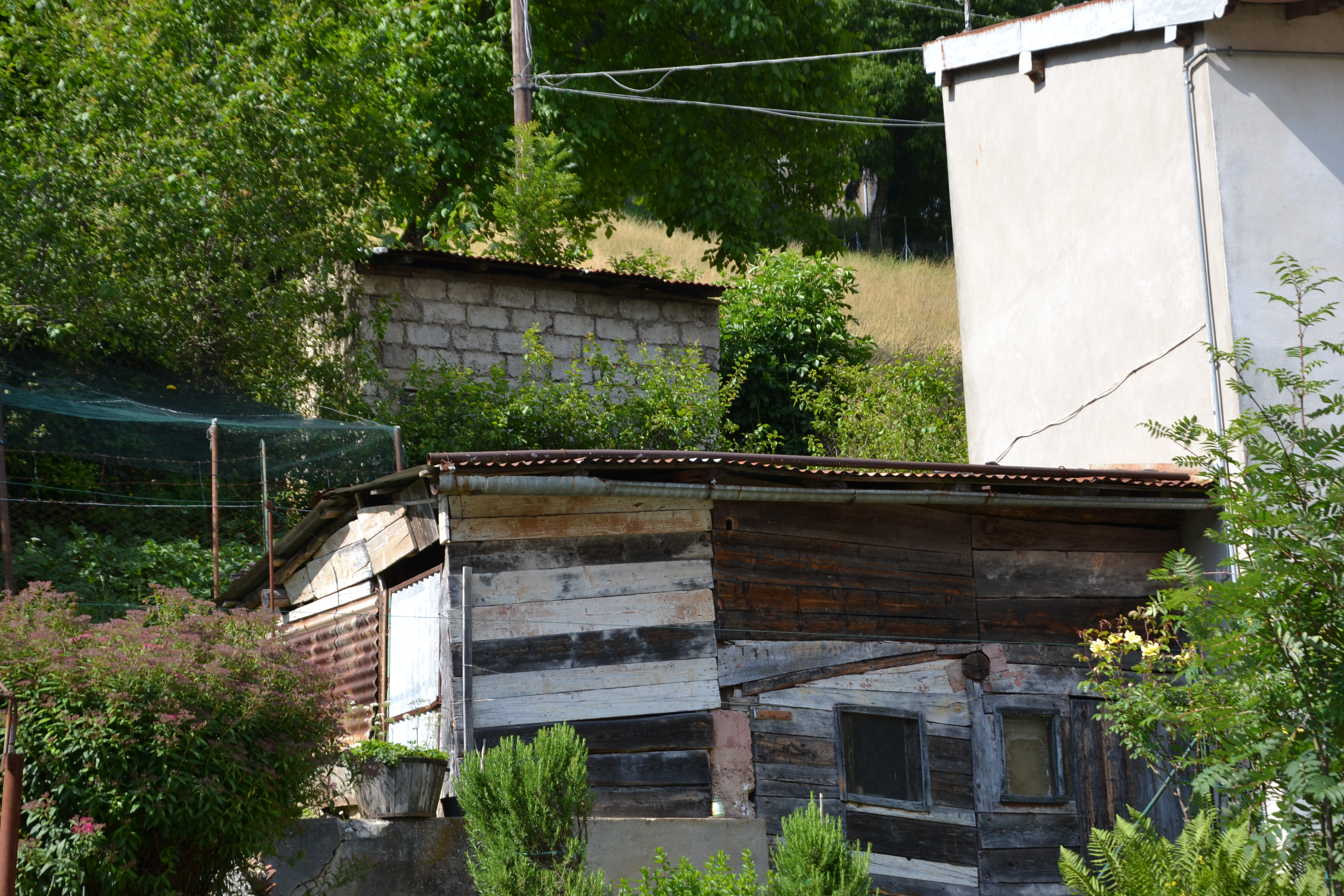
ساختمان‌ها و درختان عکس‌برداری شده با زمان نوردهی خودکار 1/200 ثانیه
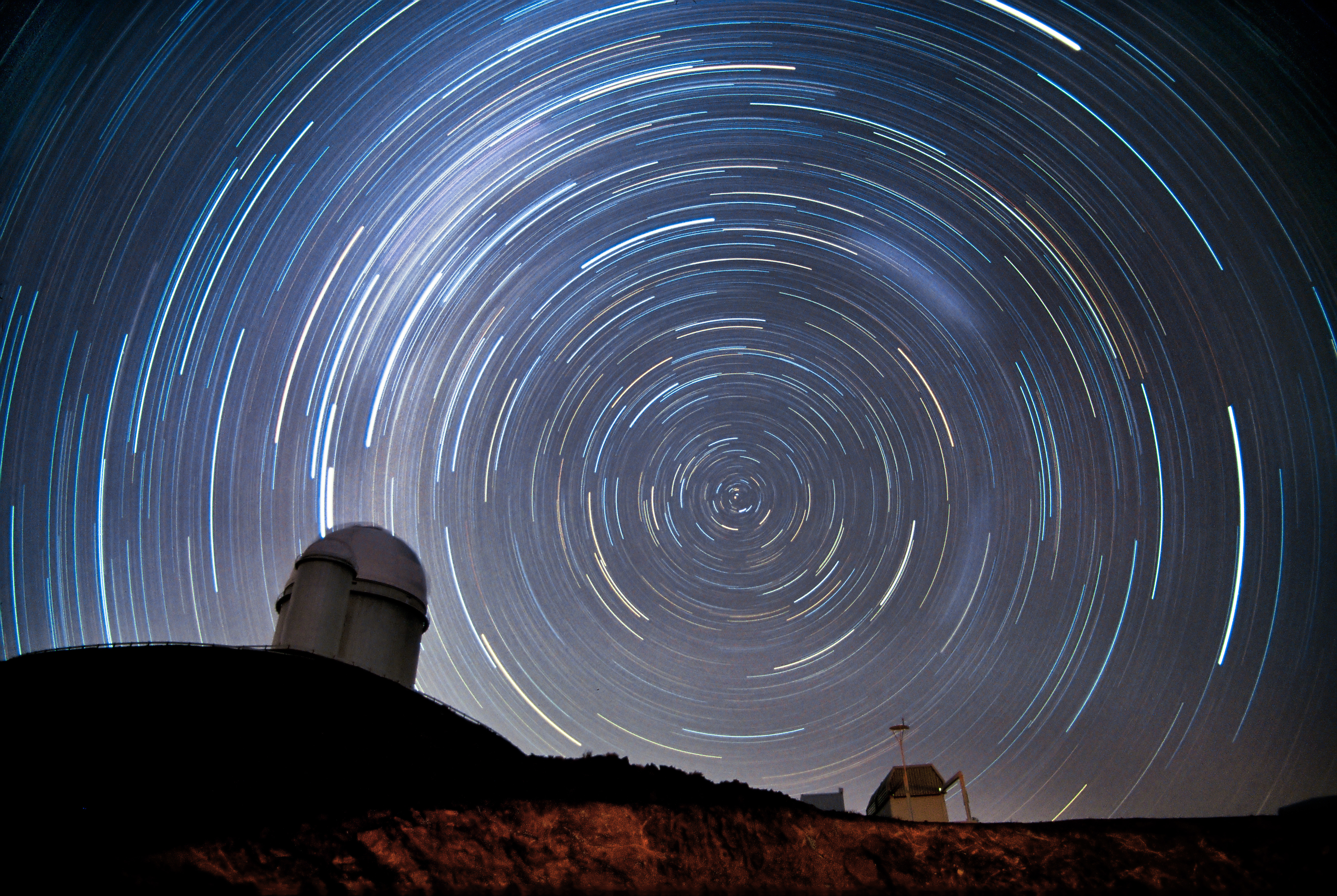
یک مسیر ستاره‌ای در رصدخانه لا سیلا در شمال شیلی. این نوع عکاسی که از زمان نوردهی طولانی استفاده می‌کند، حرکت ظاهری ستارگان را در اطراف قطب جنوب آسمان در آسمان شب به دلیل چرخش زمین ثبت می‌کند.
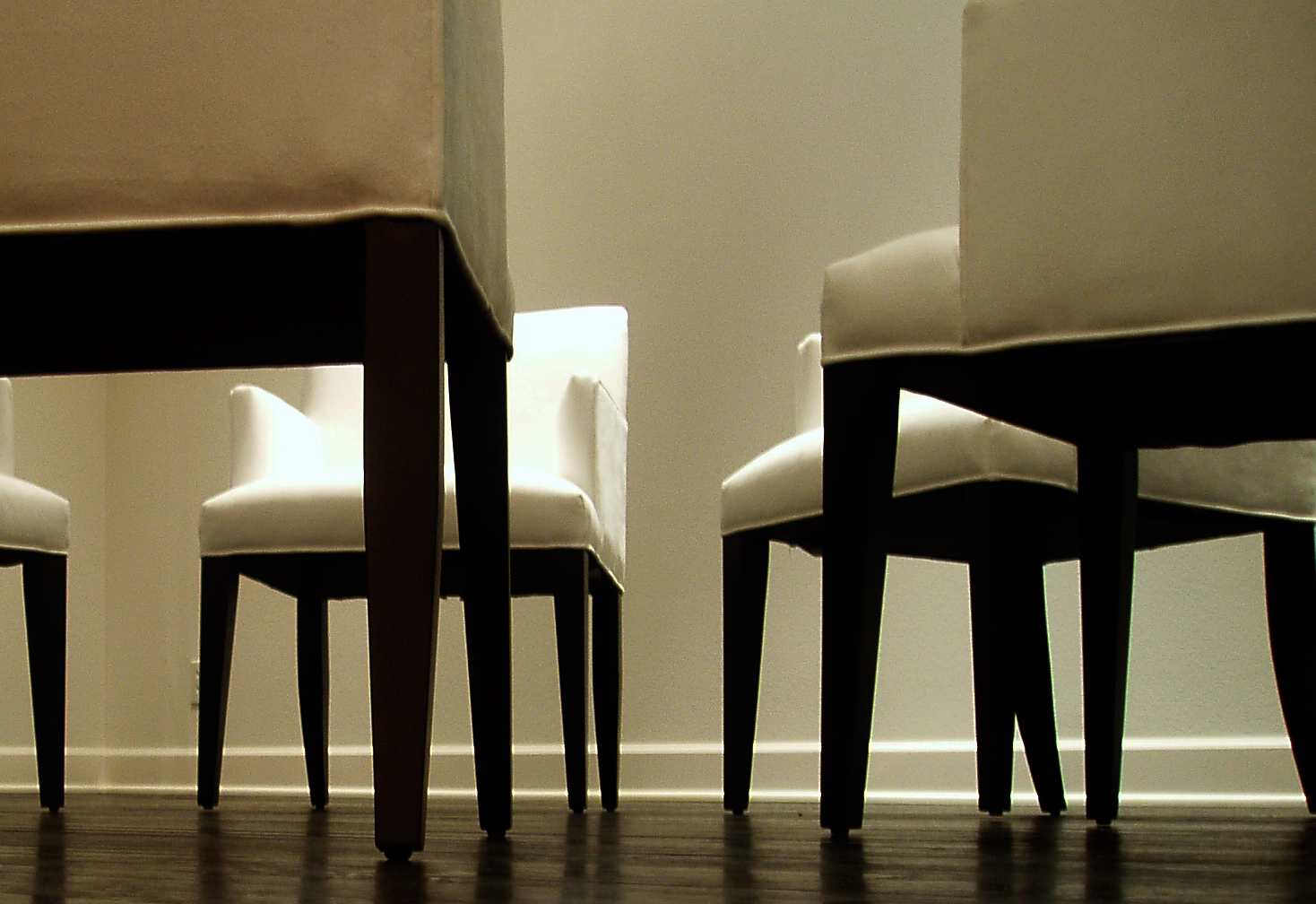
صندلی سفید: نوردهی بیش از حد برنامه‌ریزی باعث زیبایی صحنه شده است
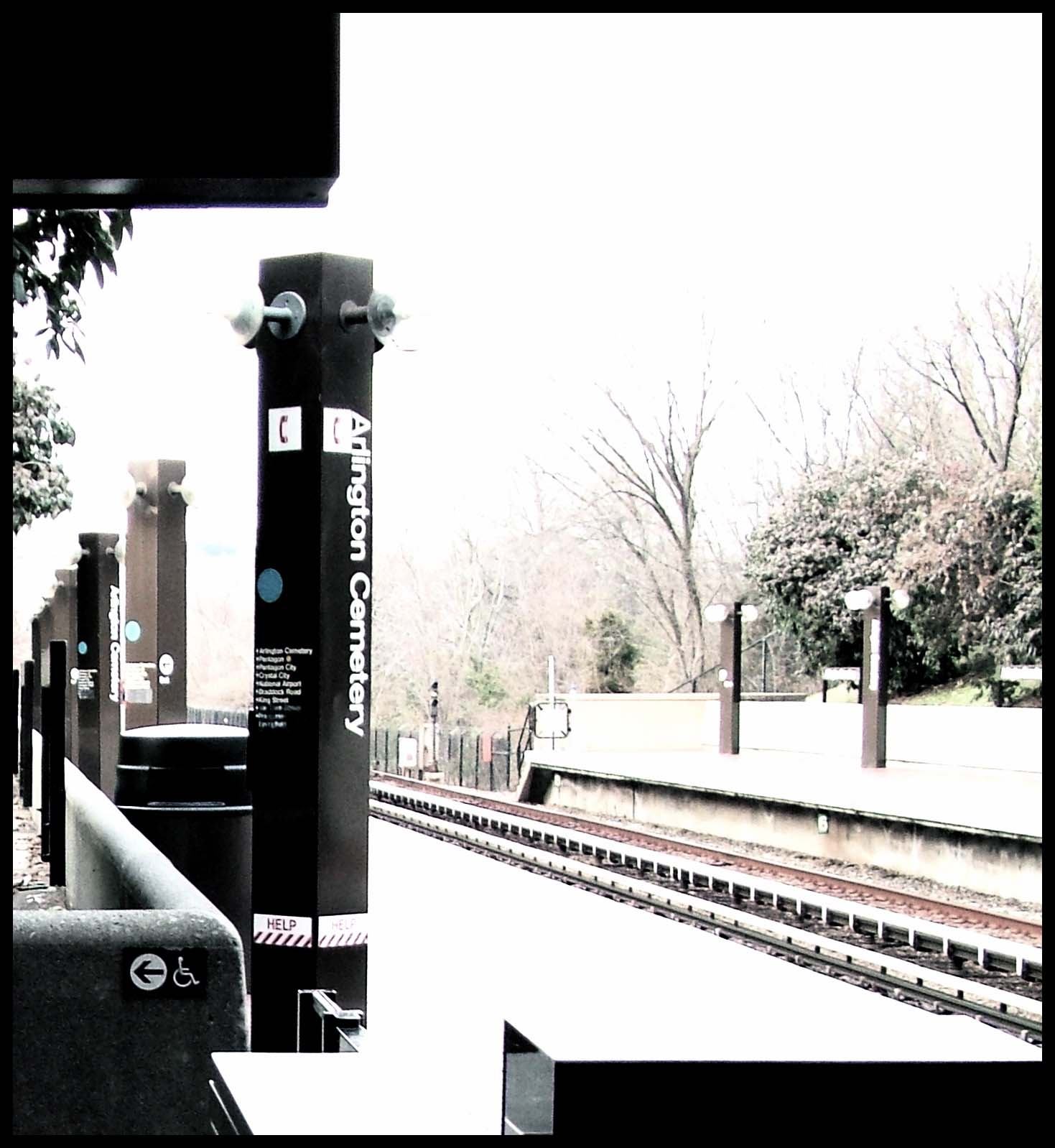
تصویر به شدت نوردهی شده است
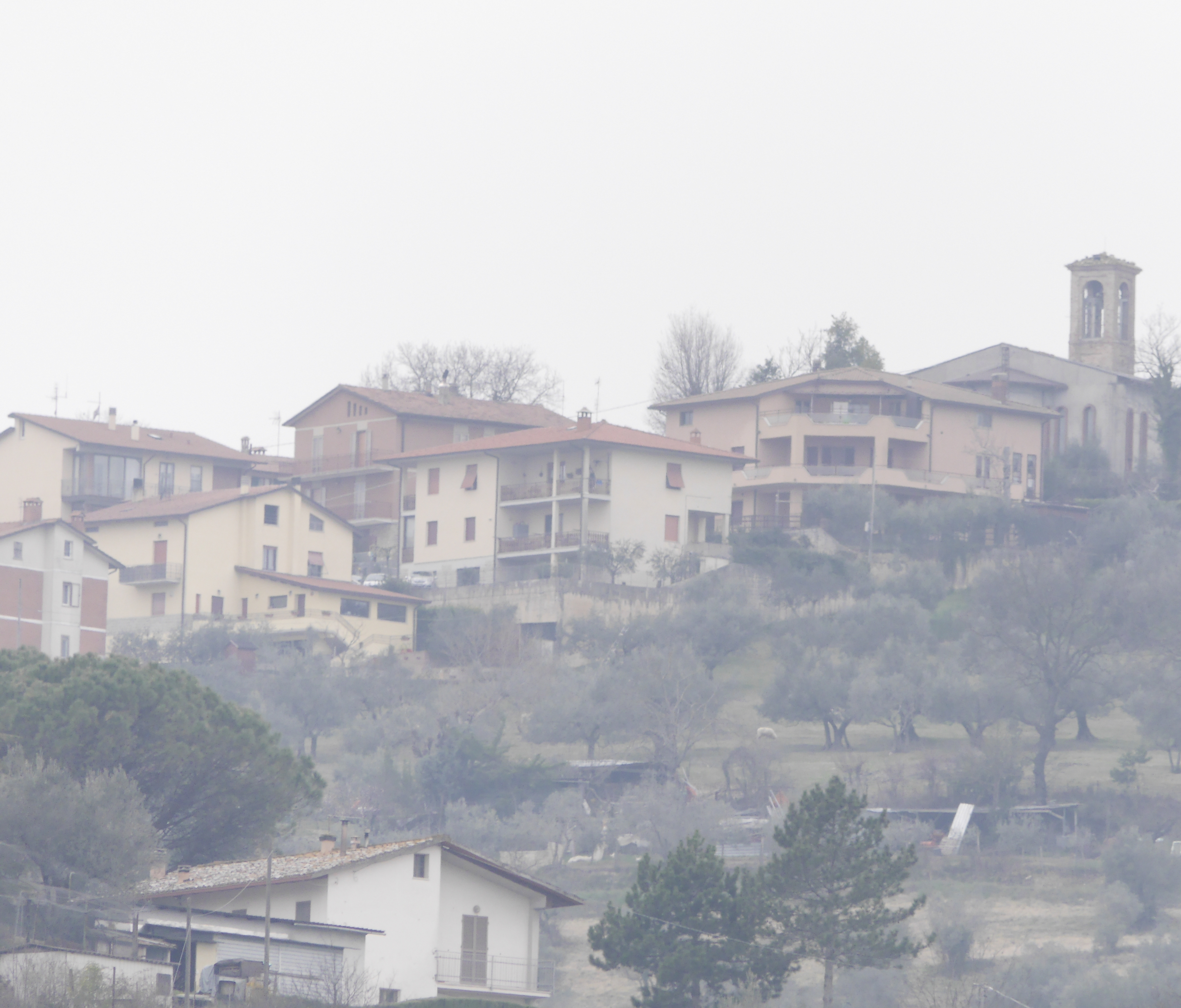
شدت نوردهی بالا
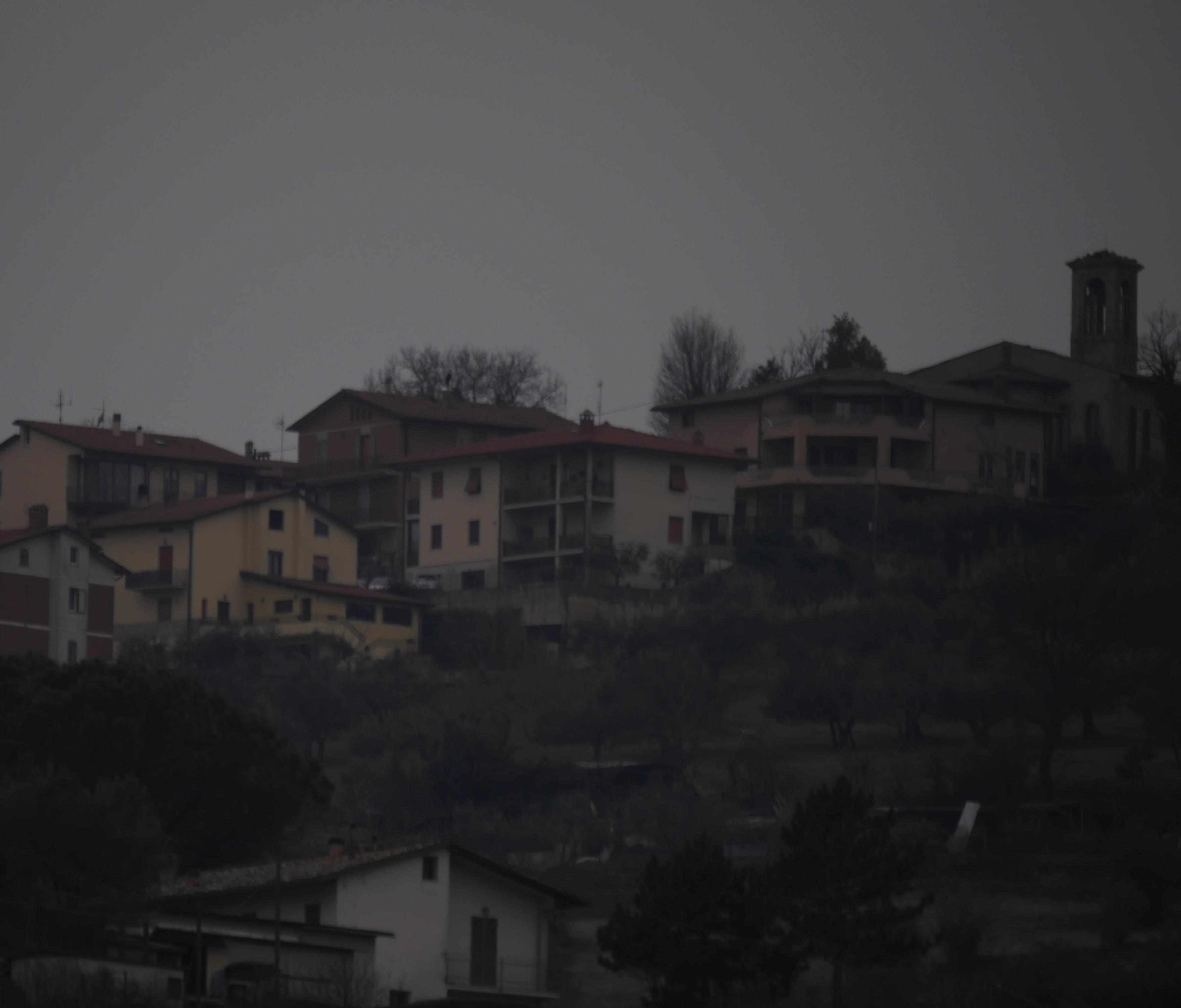
شدت نوردهی پایین
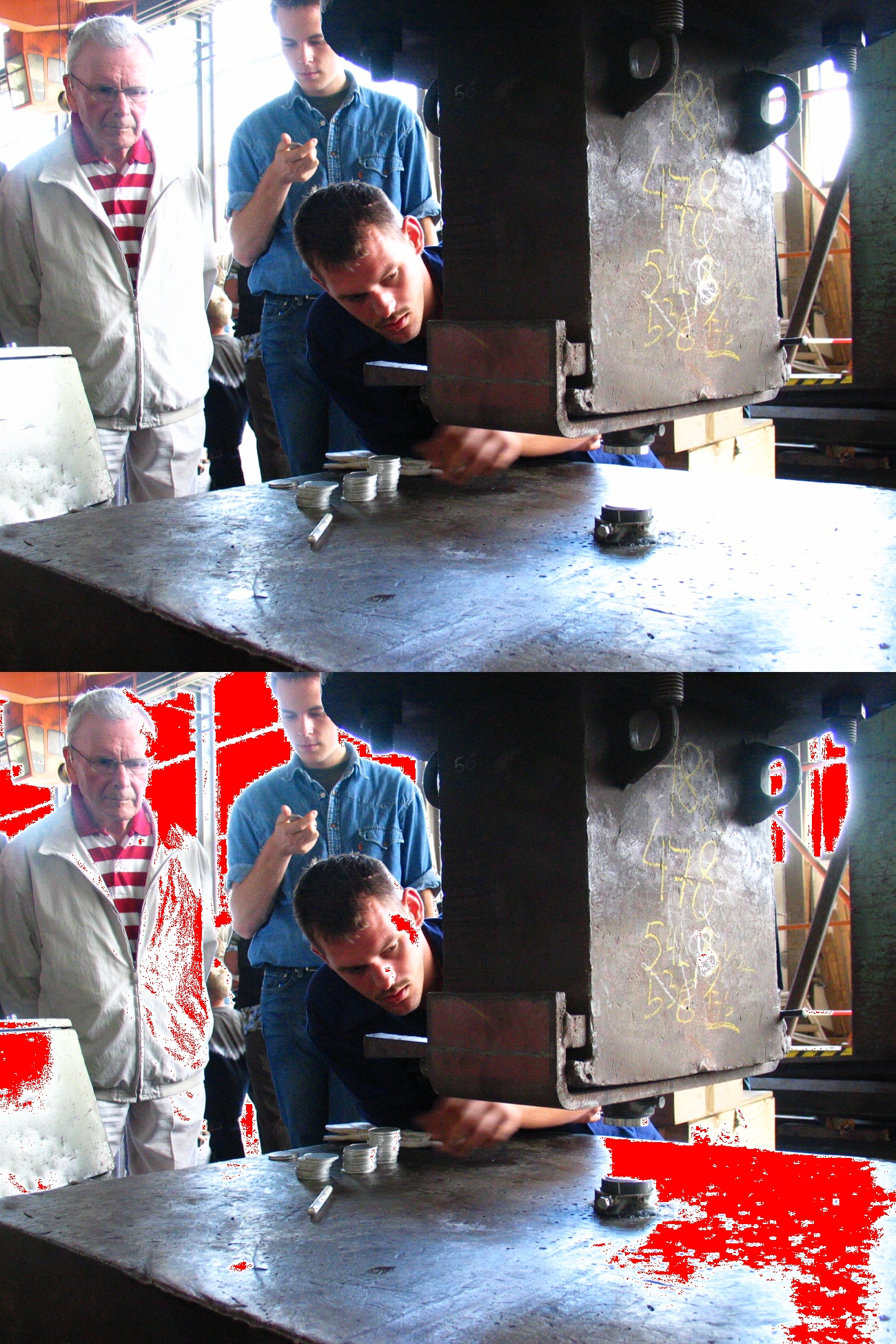
عکسی با نوردهی بیش از حد از کانون مرکزی. بالا یک عکس معمولی و زیر یک عکس سوخته است.
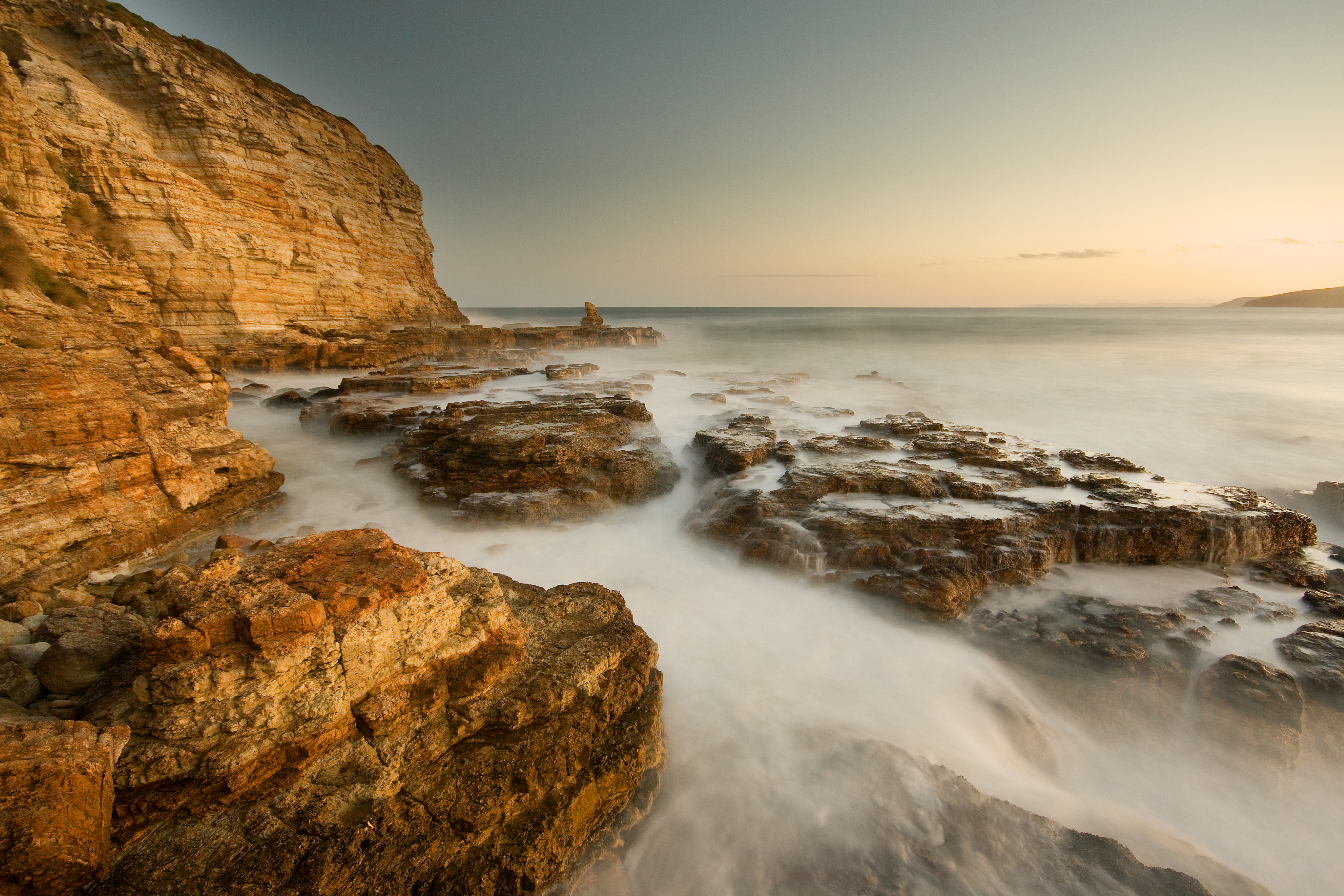
تصویری با نوردهی طولانی از دریا
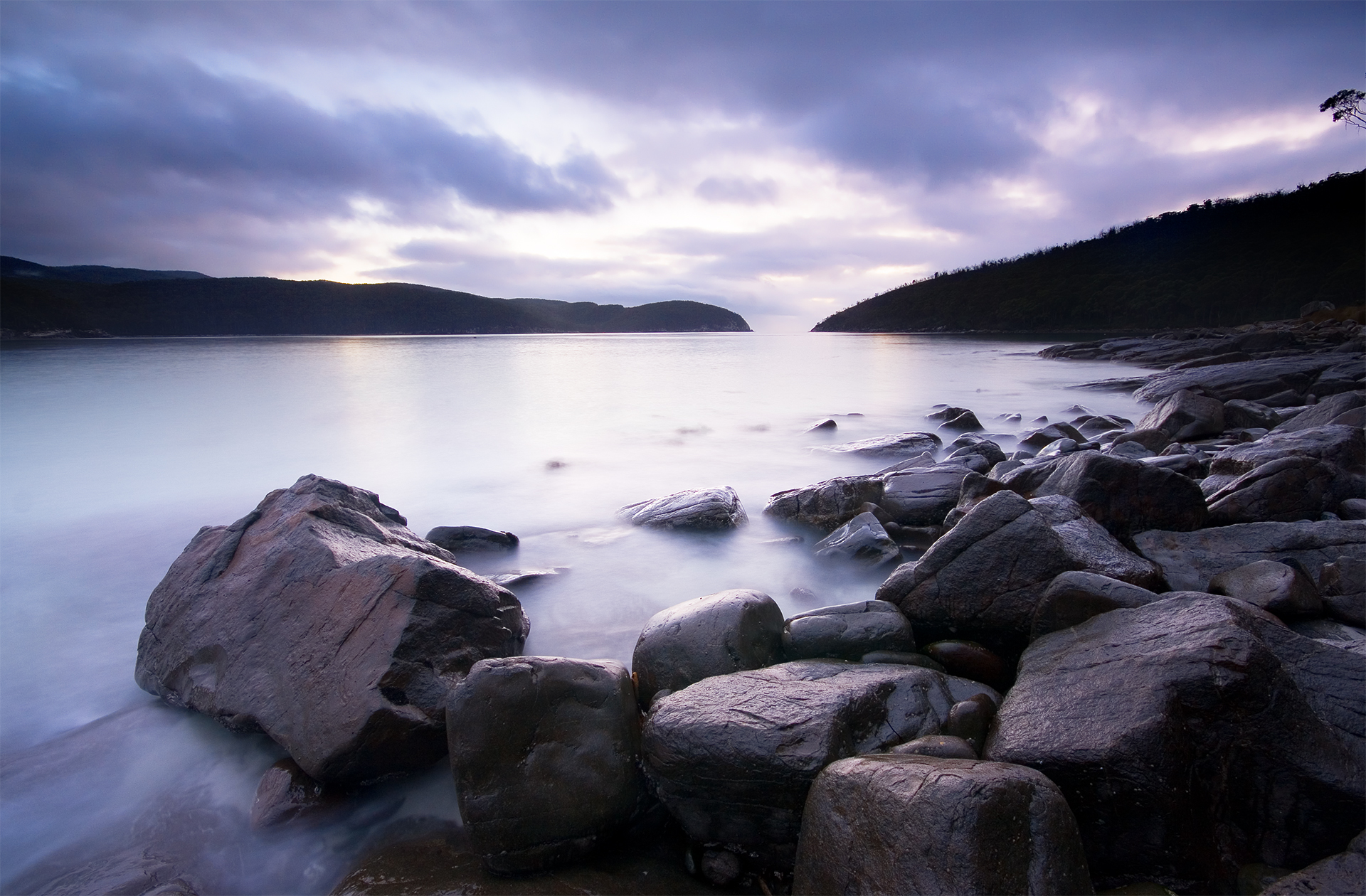
عکس دریا قبل از طلوع آفتاب با زمان نوردهی ۳۰ ثانیه. به آب کدر توجه کنید.
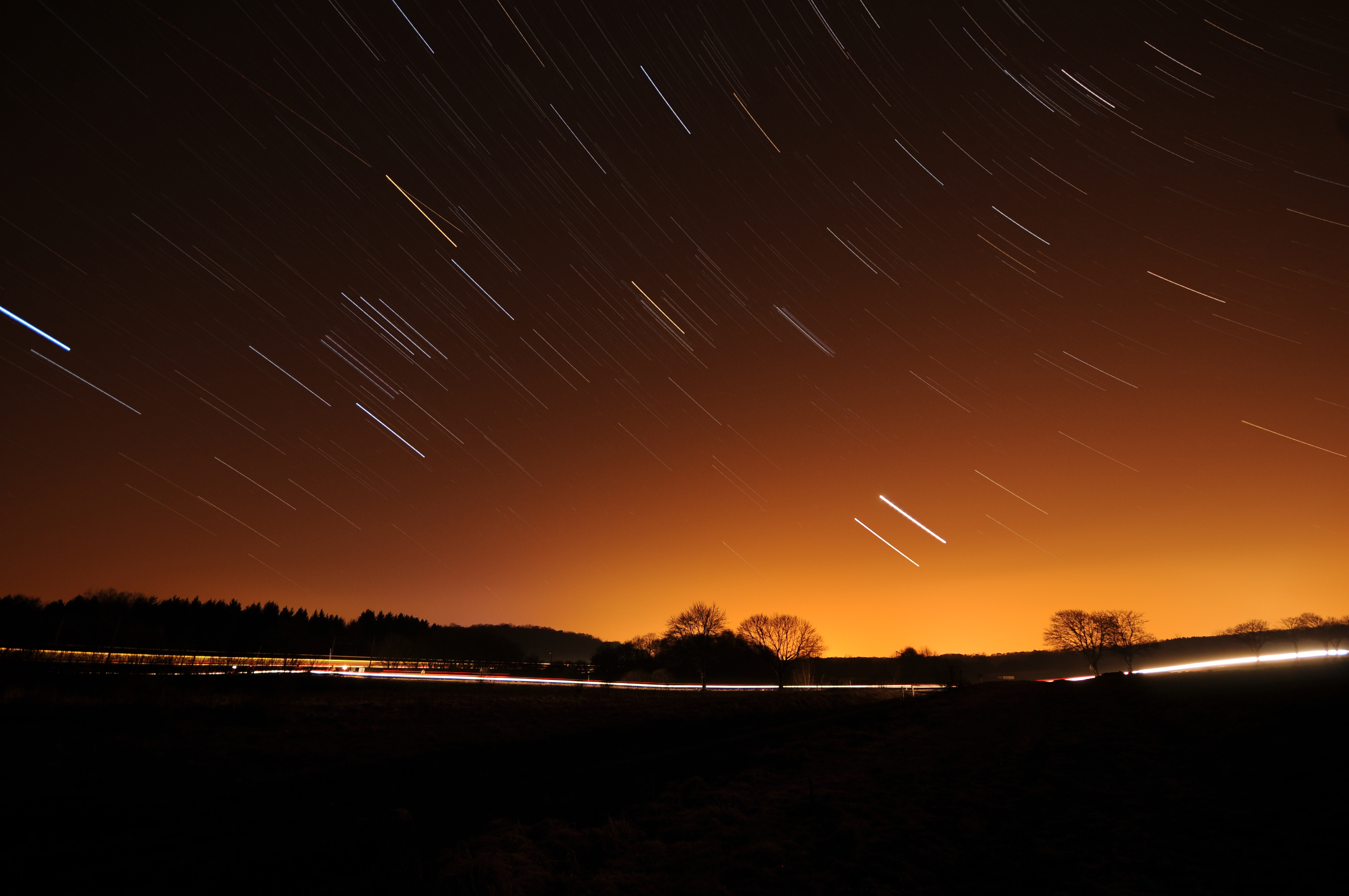
هنگامی که از آسمان شب با نوردهی طولانی عکس گرفته می‌شود، مسیر حرکت روزانه ستاره آشکار می‌شود.
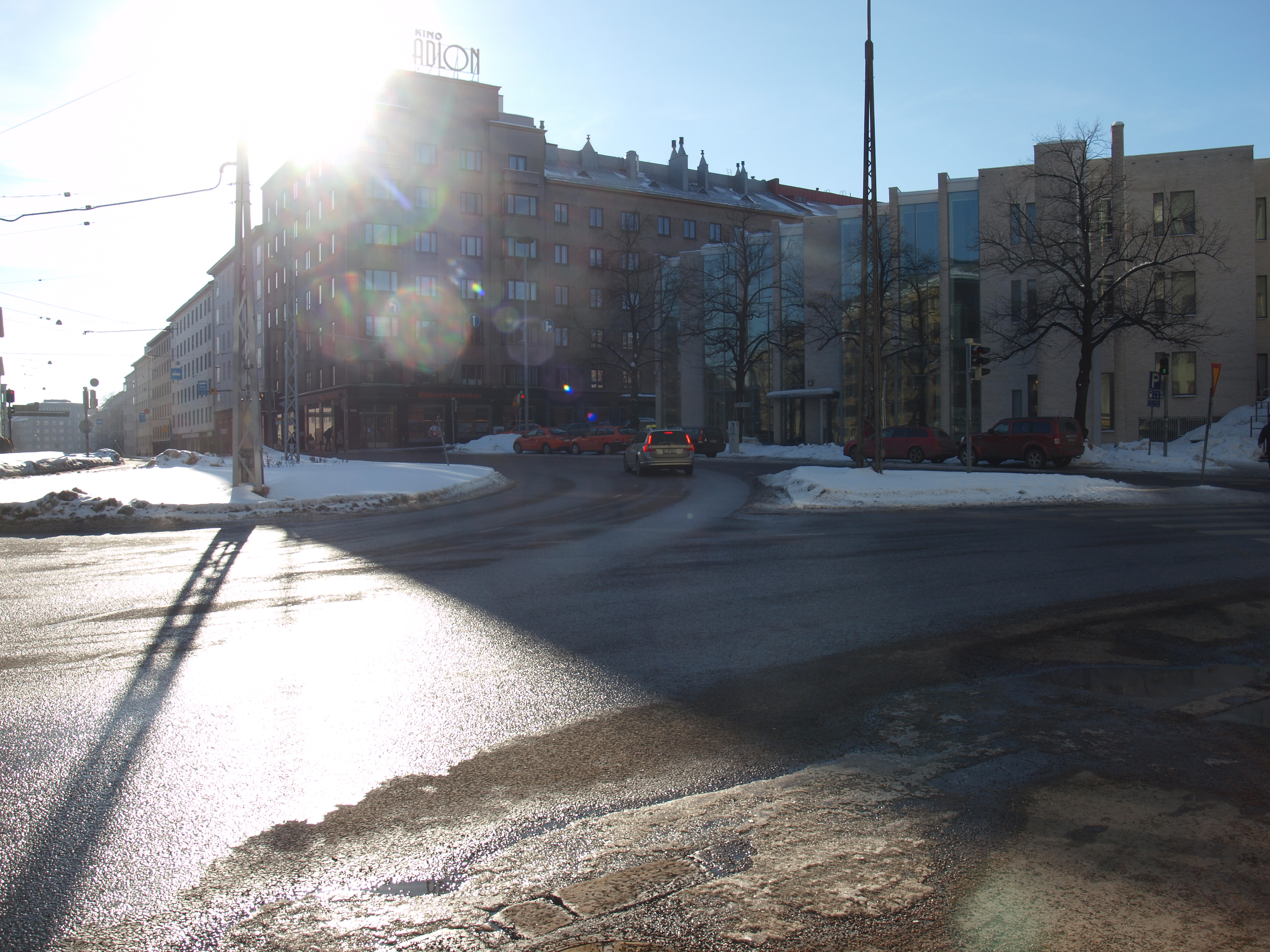
صحنه‌ای از خیابان در هلسینکی فنلاند در یک روز بسیار آفتابی. عکس به طور عمدی توسط +1 EV بیش از حد نوردهی شد تا نور خورشید را جبران کند. زمان نوردهی توسط نورسنج دوربین محاسبه شد و هنوز 1/320 ثانیه است.
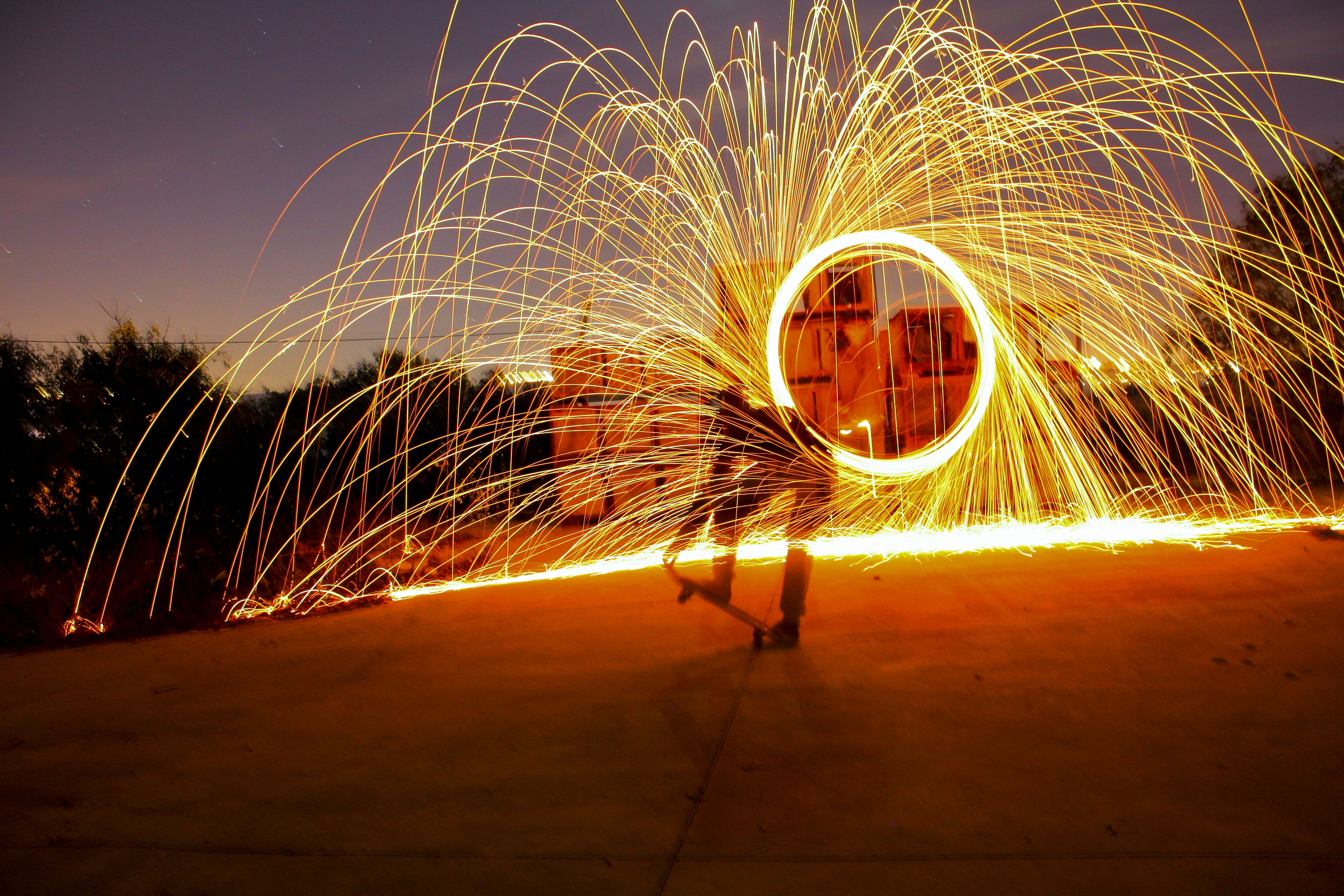
تصویر با استفاده از نوردهی طولانی با سوزاندن پشم فولادی در یک حرکت دایره‌ای گرفته شده است
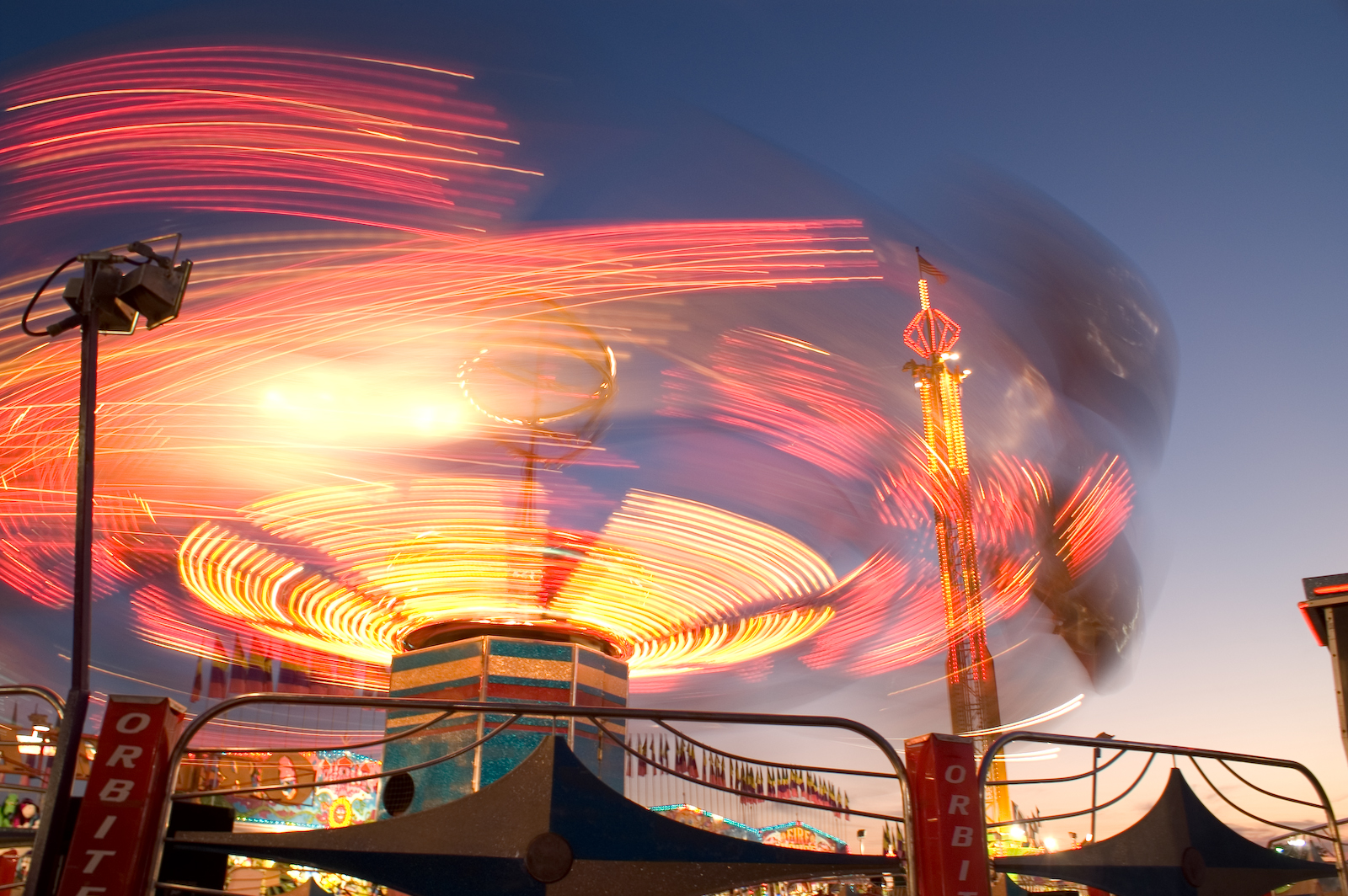
«لکه‌گیری» تصویر ناشی از حرکت عکاسی در طول مدت زمان نوردهی طولانی